# Basszusgitár
A basszusgitár a gitár mélyebb hangfekvésű változata. Legismertebb ezek közül az elektromos basszusgitár, ami külsőre hasonlít az elektromos gitárhoz, de legtöbbször csak négyhúros, és menzúrája, tehát rezgőhúr-hosszúsága nagyobb, húrjai vastagabbak a gitárhoz képest. Hangolása legtöbbször a nagybőgőével azonos, tehát húrjai a gitár alsó húrjaihoz képest egy oktávval mélyebbek.
Az elektromos basszusgitár az 1950-es években jelent meg a szórakoztatózenében a nagybőgő helyettesítő hangszereként. A legtöbb műfajban a ritmusszekcióhoz tartozik, de a dzsessz és funk stílusokban szólózásra is használják. Meghatározó szerepe miatt szinte az összes könnyűzenei műfaj elengedhetetlen szereplője.

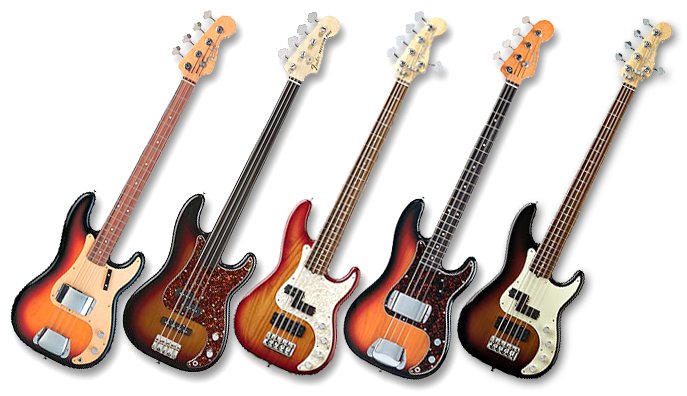
Fender Precision modellek

## Története
Paul Tutmarc seattle-i zenész és feltaláló az 1930-as évek elején a nagybőgő helyettesítésére egy gitárszerű basszushangszert készített tömör testtel, bundokkal, elektromos hangszedővel, melyet játék közben vízszintesen kellett tartani. Az új hangszer a bőgőnél jóval kisebb volt, egyszerűbb volt szállítani, a bundozott fogólap megkönnyítette a pontos intonációt. Körülbelül 100 példány készült belőle.
1951-ben hozta létre Leo Fender kaliforniai villamosmérnök a világ első sorozatban gyártott basszusgitárját, a Fender Precision Basst (avagy a P-Basst). Lekerekített élekkel és testtel, valamint egyetlen darab osztott (dominó) pickuppal, 34"-os menzúrával és 20 érintővel rendelkezett.
Fender következő basszusgitárja az 1960-ban bemutatott Fender Jazz Bass volt, ami a Fender Jazzmaster gitár basszusváltozata volt. Két egytekercses (single coil) hangszedő volt rajta, egy a húrlábnál, egy pedig a koptatólapon a nyaknál. Hangszedőnként külön hangerő- és hangszínszabályozója volt 1961-ig, amikor átalakították a hangszer elektronikáját: ettől kezdve a hangszert két hangerő-, de csak egy hangszínszabályozóval gyártották. Basszusgitároknál a mai napig ez számít szokásos passzív elektronikának. Nyakmérete megegyezik a P-bassével, de nyakprofilja annyiban különbözik, hogy a fej felé erősen elvékonyodik.

## Basszusgitártípusok

### Elektromos basszusgitárok
A basszusgitárok legelterjedtebb formája a négy fémhúrral és hangszedővel ellátott elektromos basszusgitár. Ezek a tömör vagy féltömör testű elektromos gitárokra emlékeztetnek, legtöbbször fából készülnek. A basszusgitár menzúrája – tehát a nyeregnek a húrlábtól való távolsága – nagyobb, mint a gitáré. A legtöbb gitár 25,5" (648 mm) körüli menzúrájához képest a basszusgitároknál alkalmazott úgynevezett short scale (rövid menzúra) 30" (762 mm), a long scale (hosszú menzúra) 34" (864 mm), az extra long még ennél is hosszabb, de nem annyira, mint a nagybőgő 1050–1100 mm közötti menzúrája. Az elektromos basszusgitárok aktív vagy passzív elektronikával vannak felszerelve. Az aktív elektronikás basszusgitárokban van egy előerősítő fokozat, amely lehetővé teszi például a hatékony hangszínszabályzást a hangszeren. Passzív elektronika esetén a zenész gyakran csak a hangerőt állíthatja.

### Akusztikus basszusgitárok

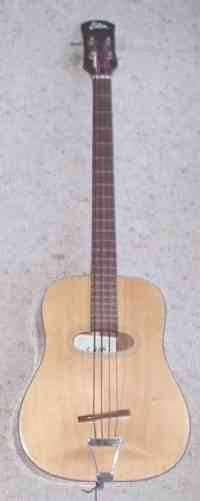
ABG

Az akusztikus basszusgitár (Acoustic Bass Guitar – ABG) felépítése a fémhúros akusztikus, vagy a klasszikus gitáréra hasonlít, a hang létrehozására szolgáló üreges fatest azonban valamivel nagyobb. A modern akusztikus basszusgitárt a korai 1970-es években kezdték el kifejleszteni, az ilyen gitárok építésének úttörője Ernie Ball. Az alapvető ötlet szerint, ha az elektromos gitárhoz az elektromos basszusgitár illik, akkor miért ne lehetne az akusztikus hangszereket akusztikus basszusgitárral kísérni. Az újabb modelleket piezoelektromos hangszedővel, ritkábban mikrofonnal látják el, mivel a kierősítetlen hangszer hangereje nem elegendő még kisebb koncerttermekben sem, tehát ezek valójában elektroakusztikus hangszerek. A hangjuk tónusa közelebb áll a nagybőgőhöz, ám a méretük és az áruk csak a töredéke annak. Ezek a gyakorlatias előnyök egyre elterjedtebbé teszik.

### Basszusgitárok több húrral

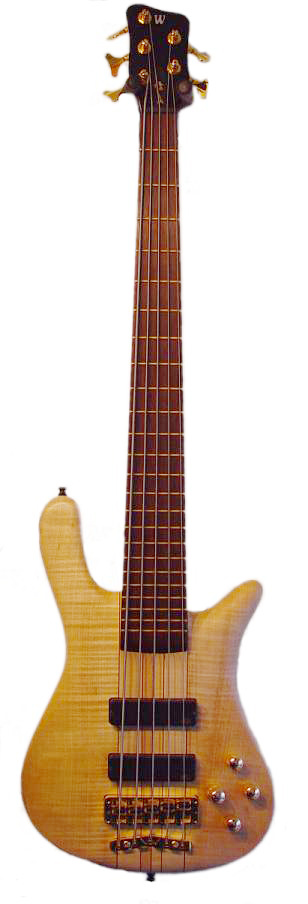
5 húrral

- Öt húrnál általában H-E-A-D-G, A-D-G-C-F, vagy F#-H-E-A-D (a legmélyebb hangolás) vagy ritkábban E-A-D-G-C (esetleg E-A-D-G-H) hangolás a legjellemzőbb. Általában tehát a hangskála lefelé történő kiterjesztésének céljából alkalmazzák az ötödik húrt, ritkábban pedig a magasabb hangok kényelmesebb elérése céljából. A kilencvenes évek eleje óta létezik az A-E-A-D-G hangolás amely a „drop A”-ra hangolt gitárokon játszó zenekarok basszusgitárosainál vált divattá. A hangszer hangtartományának az ilyen radikálisan lefelé való kiterjesztését szinte kizárólag a keményebb metált játszó zenekarok alkalmazzák.
- A hat húros basszusgitár hangolása általában H-E-A-D-G-C (esetleg H-E-A-D-G-H), vagyis a négyhúros változathoz képest a hangterjedelem fölfelé és lefelé is ki van terjesztve. Kevésbé gyakori, de ugyancsak jellemző az E-A-D-G-H-E hangolás, amelynél további két magasabb húrt alkalmaznak a megszokott négy húr mellett.
- Léteznek 7, 8, 9, 10, 11, 12 húros basszusgitárok is, ezeket kevesen használják, mert leginkább a „stick”-hez hasonlóan 2 szólamban játszanak rajtuk. Ez igen magas szintű virtuozitást követel. Hangolásuk: 7 húrosnál H-E-A-D-G-C-F, 8 húrosnál H-E-A-D-G-C-F-B, 9 húrosnál F#-H-E-A-D-G-C-F-B, 10 húrosnál F#-H-E-A-D-G-C-F-B-Eb, 11 húrosnál F#-H-E-A-D-G-C-F-B-Eb-Ab, 12 húrosnál F#-H-E-A-D-G-C-F-B-Eb-Ab-Db. Ezek persze változhatnak kényelem, zenei stílus és játszott dal függvényében. A 8-9 húros basszusgitár neves képviselői Bill Dickens, Al Caldwell. Vannak olyan 8, 10, 12 húros basszusgitárok, amelyeknek az akusztikus és szólógitároknál is előforduló oktávhúrjaik vannak.

A négynél több húros basszusgitárt a dzsesszben, a latin zenében, de a heavy metalban is alkalmazzák.

### Érintő nélküli basszusgitárok

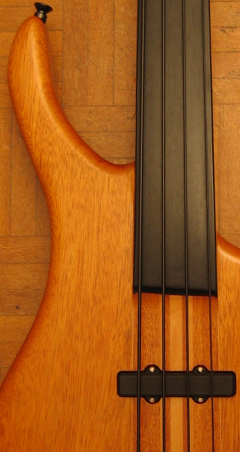
Érintők nélkül

Az érintő nélküli basszusgitárok (fretless bass) profi zenészek számára biztosítanak lehetőséget az igazán kifinomult játékra. A húrok közvetlenül a fogólap felületének nyomódnak neki, emiatt a hangszer hangja eltér az érintővel ellátott gitárok hangszínétől. Esetenként az érintők helyett csak jelölő vonalak vannak, amelyek nem emelkednek ki a fogólapból, de leggyakrabban ezek is elmaradnak.
Az első „fretless” hangszert Bill Wyman, a Rolling Stones basszusgitárosa készítette 1961-ben egy olcsó japán basszusgitár bundjainak eltávolításával. Az első piacra dobott modell pedig az Ampeg AUB 1 volt, 1966-ból. A 70-es évek elején Jaco Pastorius maga készítette el az első bundozatlan basszusgitárját egy Fender Jazz Bassből némi epoxigyanta felhasználásával; ekkor azonban már létezett a Fender Precision Bassnek is egy bund nélküli változata.
Az érintő nélküli basszusgitárokat széles körben alkalmazzák a dzsesszben. Többek között olyan híres dzsessz basszusgitárosok használták (és használják), mint Jaco Pastorius, Victor Wooten vagy Steve Bailey. Ezen kívül feltűnik a hangszer más műfajokban is; például Les Claypool, Sting, vagy John Paul Jones is játszik különböző fretless modelleken.

### Basszusgitárok fej nélkül

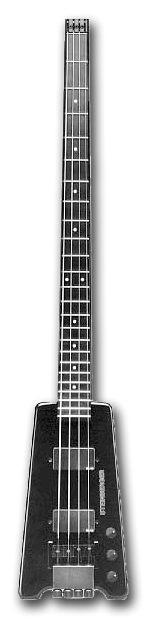
Fej nélkül

A fej nélküli gitár ötletét Ned Steinberger vetette fel, aki a 80-as évek végén felborított minden elképzelést arról, miképp is kellene egy basszusgitárnak kinéznie, és hogyan kellene elkészíteni. A basszusgitár kicsi és fej nélküli lett, anyaga öntött epoxigyanta szénszálas és üvegszálas megerősítéssel. Mivel ez az anyag a fánál kétszer sűrűbb és mintegy tízszer erősebb (még az acélnál is erősebb és könnyebb)[forrás?], a belőle készült gitárok hangja tisztábban cseng és nagyszerű hangszínt ad,[forrás?] röviden: nincs többé gyengébben szóló hang és fátyolos hangszín.[forrás?] A fejnélküliség célja elsősorban az egyensúly megtartása és a kényelmesebb hangolás volt, a hangolókulcsok a testre kerültek. Idővel az apró test varázsa elhalványult ugyan, de az új anyag és a fejnélküliség nem. A basszusgitár történetében Ned Steinberger neve Leo Fender után a második legfontosabb név.[forrás?]
Érdekesség: a Rammstein Seemann klipjében a basszusgitáros érintő nélküli, fej nélküli basszusgitárt használ.

## A négyhúrosok hangolása
- E-A-D-G, a leggyakoribb hangolás, „standard” hangolásnak is nevezhető. A húrok egy oktávval lejjebb szólnak a hathúros gitárok alsó négy húrjánál. Az E húr 41 Hz-es frekvenciája szolgál alapul.
- H-E-A-D, ahol a legmélyebb H húrt külön kell hozzáadni a másik három „standard” húrhoz
- D-A-D-G, „standard” húrkészlet alkalmas hozzá, csak az E húrt kell lejjebb hangolni
- D-G-C-F, mélyebb hangok felé terjeszti ki a hangterjedelmet, ugyancsak „standard” húrkészlettel, vagy .50-es hibrid készlettel
- C-G-C-F, mélyebb hangok felé terjeszti ki a hangterjedelmet, ugyancsak „standard” húrkészlettel
- A-D-G-C, tenor basszus hangolás, magasabb hangskála esetén

## Játéktechnikák

### Pengetés ujjakkal
A basszusgitár megszólaltatásának egyik módja az ujjakkal való pengetés. Ez a technika hasonlít a klasszikus gitárnál alkalmazotthoz, de itt a kéz merőlegesebben áll a hangszer síkjára. Legtöbbször a mutató- és a középső ujj felváltva pengeti a húrokat, a hüvelykujjat gyakran letámasztják. E technika híres képviselői Jaco Pastorius, Cliff Burton és Steve Harris.

### Pengető használata
Az elektromos és a fémhúros akusztikus gitárokhoz hasonlóan a basszusgitáron is gyakran pengetővel, plektrummal játszanak. Ennek anyaga lehet műanyag, fa, vastag filc, vagy akár csont, kő vagy fém. A rock, és a metal kedvelt technikája.

### Slap
A slap, slap and pop technika korai képviselői Larry Graham, Stanley Clarke és Louis Johnson voltak. A slap lényege a húroknak a hüvelykujj második ízével való megütése, ez kiegészül a pop technikával, ami a húrok tépkedése oly módon, hogy azok a fogólaphoz csapódjanak. A slap inkább a mélyebb, a pop elsősorban a magasabb húrok megszólaltatására alkalmas. Intenzív, ritmikus, ütőhangszer jellegű hangzást eredményez, a funk-, a soul-, a dzsessz-, latin és a popzene kedvelt technikája.

### Tapping
A tapping technika nem csak basszusgitáron, de elvileg minden fogólapos pengetős hangszeren alkalmazható, de leginkább az elektronikus erősítésű hangszereken hatásos. Lényege, hogy a húrokat a bundok között a fogólaphoz való hozzáütéssel szólaltatják meg és utána a húrt leszorítva tartják, hogy az adott pozíciónak megfelelő hangot adja ki. A tapping lehet egy- vagy kétkezes. E technika jeles képviselői Stuart Hamm, John Entwistle, Billy Sheehan, John Myung, Victor Wooten, Michael Manring, Roscoe Beck és Les Claypool.